# Mariä Empfängnis (Trieb)

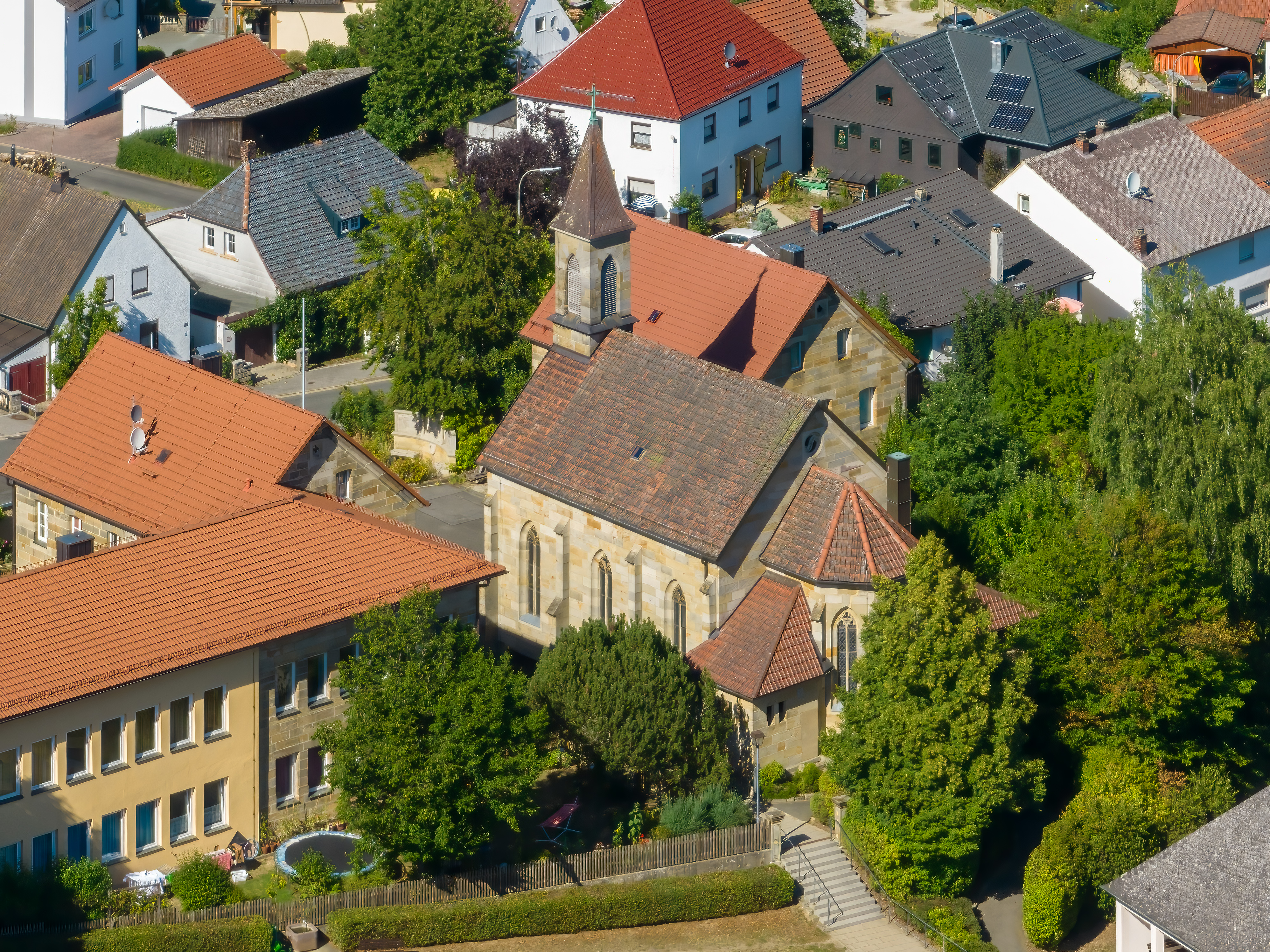
Katholische Kuratiekirche Mariä Himmelfahrt

Die römisch-katholische Kuratiekirche Mariä Empfängnis in Trieb, einem Gemeindeteil der oberfränkischen Kreisstadt Lichtenfels im Landkreis Lichtenfels, wurde Ende der 1860er Jahre errichtet. Die Kirche gehört zum Seelsorgebereich Lichtenfels-Obermain im Dekanat Coburg des Erzbistums Bamberg.

## Geschichte
Trieb war ein Klosterhof des Klosters Langheim. Die Einwohner gehörten jahrhundertelang zum Sprengel der rund sieben Kilometer entfernten Pfarrei Isling. Der in Trieb ansässige klösterlicher Hofmeister, ein verdienter Mönch des Klosters, feierte aber sonntags die heilige Messe in einer Kapelle im Hofmeistereigelände. Die sogenannte Klosterkapelle war 1727 von Abt Gallus Knauer geweiht worden. Nach der Säkularisation in Bayern und Auflösung des Klosters Langheim im Jahr 1803 wurde Trieb 1835 nach Lichtenfels umgepfarrt.:S. 49 Außerdem wurde der erste Kaplan von Lichtenfels mit der Seelsorge beauftragt. Im Jahr 1824 konnte die Gemeinde einen Teil der Hofmeisterei mit der Klosterkapelle ersteigern. Sie brachte dort eine Schule, eine Priesterwohnung und ein Armenhaus unter. Im Jahr 1867 ersteigerte John Herman Benecke aus Frankfurt am Main die Hofmeisterei Trieb mit ihren Ländereien. Das Anwesen heißt seitdem Berghof. Zur Verbesserung der Wirtschaftlichkeit des Gutsbetriebes wollte Benecke die Kapelle, die sich in einem separaten Gebäude im Gutshof befand, und das benachbarte Schul-, Pfarr- sowie Gemeindehaus abbrechen lassen. Da die Gebäude der Gemeinde gehörten, ließ Benecke daher Kirche, Pfarr- und Schulhaus auf eigene Kosten in der Nachbarschaft neu bauen. Der Tauschvertrag zwischen Benecke und der Gemeinde wurde im Februar 1868 geschlossen.:S. 42
Die Kirche wurde von 1868 bis 1869 von dem Schmölzer Baumeister Johann Herzog errichtet.:S. 42 Die Benedizierung zu Ehren der heiligen Jungfrau Maria folgte am 3. Oktober 1870 durch den Lichtenfelser Stadtpfarrer. Im Jahr 1872 wurde eine Orgel aus Bayreuth aufgestellt, die 750 Gulden kostete, und 1901 ein Kreuzweg angeschafft.:S. 14
Im Jahr 1890 ließ die Gemeinde einen Friedhof anlegen und 1913 folgte die Gründung einer katholischen Tochterkirchenstiftung zur Sicherstellung der Versorgung des Geistlichen als Grundlage für die am 6. März 1914 entstandene Kuratie.:S. 52 Zuvor hatte die Gemeinde die mit der Kirche und dem Pfarrhaus bebauten Grundstücke unentgeltlich an die Tochterkirchenstiftung abgetreten. Die Orgel reparierte 1937 der Lichtenfelser Orgelbauer Dietmann für 858 RM.:S. 18
Am 13. Oktober 1951 weihte der Weihbischof in Bamberg Artur Michael Landgraf den Altar und mauerte Reliquien der Heiligen Justinus, Felix und Pia ein.:S. 20 Im Jahr 1959 folgte eine umfangreiche Restaurierung. Dabei wurden die neugotischen Altäre entfernt und 1966 wurde das Kirchendach neu gedeckt.:S. 21

Chorraum (2021)

## Baubeschreibung
Die Kirche steht in Hanglage am östlichen Rand von Trieb.
Der geostete Sandsteinquaderbau ist neugotisch gestaltet. Die Fassade des eingezogenen Chors besetzen abgestufte Strebepfeiler. Den Chorraum mit einem Joch und Fünfachtelschluss überspannt ein Kreuzrippengewölbe. Er wird von drei spitzbogigen Fenstern belichtet, die mit zweibahnigem Maßwerk versehen und bemalt sind.
Ein spitzbogiger Chorbogen verbindet den Chor mit dem Langhaus. Den Innenraum des dreiachsigen Langhauses, das ein Satteldach besitzt, überspannt eine hölzerne Flachdecke und belichten spitzbogige Fenster mit zweibahnigem Maßwerk. Die hölzerne Orgelempore steht an der Westseite. Der Portalvorbau trägt die Bezeichnung AD 1869. Über der Westfassade steht ein Dachreiter mit einem Spitzhelm, der von einem Turmknopf und Turmkreuz bekrönt wird. Unter anderem befinden sich vier Holzfiguren aus dem 17. und 18. Jahrhundert in dem Gotteshaus.
Zwei Glocken, geweiht auf die Namen Anna und Joachim die Eltern der Muttergottes, wurden im Dachreiter aufgehängt. Im Jahr 1917 mussten die Glocken abgegeben werden; 1921 folgten zwei neue. Im Jahr 1942 mussten diese erneut abgegeben werden. Im Jahr 1949 war die Weihe neuer Glocken.:S. 16
Die Orgel schuf 1909 Johann Wolf.